# Orodruin (группа)
Orodruin - Нью-Йоркская группа, играющая традиционный дум-метал в духе Saint Vitus, Penance, Witchfinder General. некоторые из участников также играли в группе 137 и во все еще активной Crucifist (с участием Dan Lilker из Nuclear Assault, Brutal Truth, Ravenous). Orodruin является частью традиционного дум-метала возродившегося в начале 2000-х, наряду с такими группами, как Reverend Bizarre и Penance.

## Участники
- Mike Puleo - бас-гитара, вокал
- John Gallo - гитара
- Nick Tydelski - гитара

## Дискография

### Студийные альбомы
- Epicurean Mass CD, 2003 (PsycheDOOMelic records, PSY004)
- Epicurean Mass Digipak CD, 2009 (PsycheDOOMelic records, PSY036)

### EP
- Claw Tower And Other Tales Of Terror compilation, 2004 (PsycheDOOMelic records, PSY013)

### Splits
- Orodruin/Reverend Bizarre split EP, 2004 (Hellride Music)

### Демозаписи
- Demo '99", 1999
- Demo, 2002
- Rehearsal Sessions demo, 2002